# Tipula (Savtshenkia) gimmerthali pteromaculata
Tipula (Savtshenkia) gimmerthali pteromaculata is een ondersoort van de tweevleugelige Tipula (Savtshenkia) gimmerthali uit de familie langpootmuggen (Tipulidae). De ondersoort komt voor in het Palearctisch gebied.